# Marc de Groot

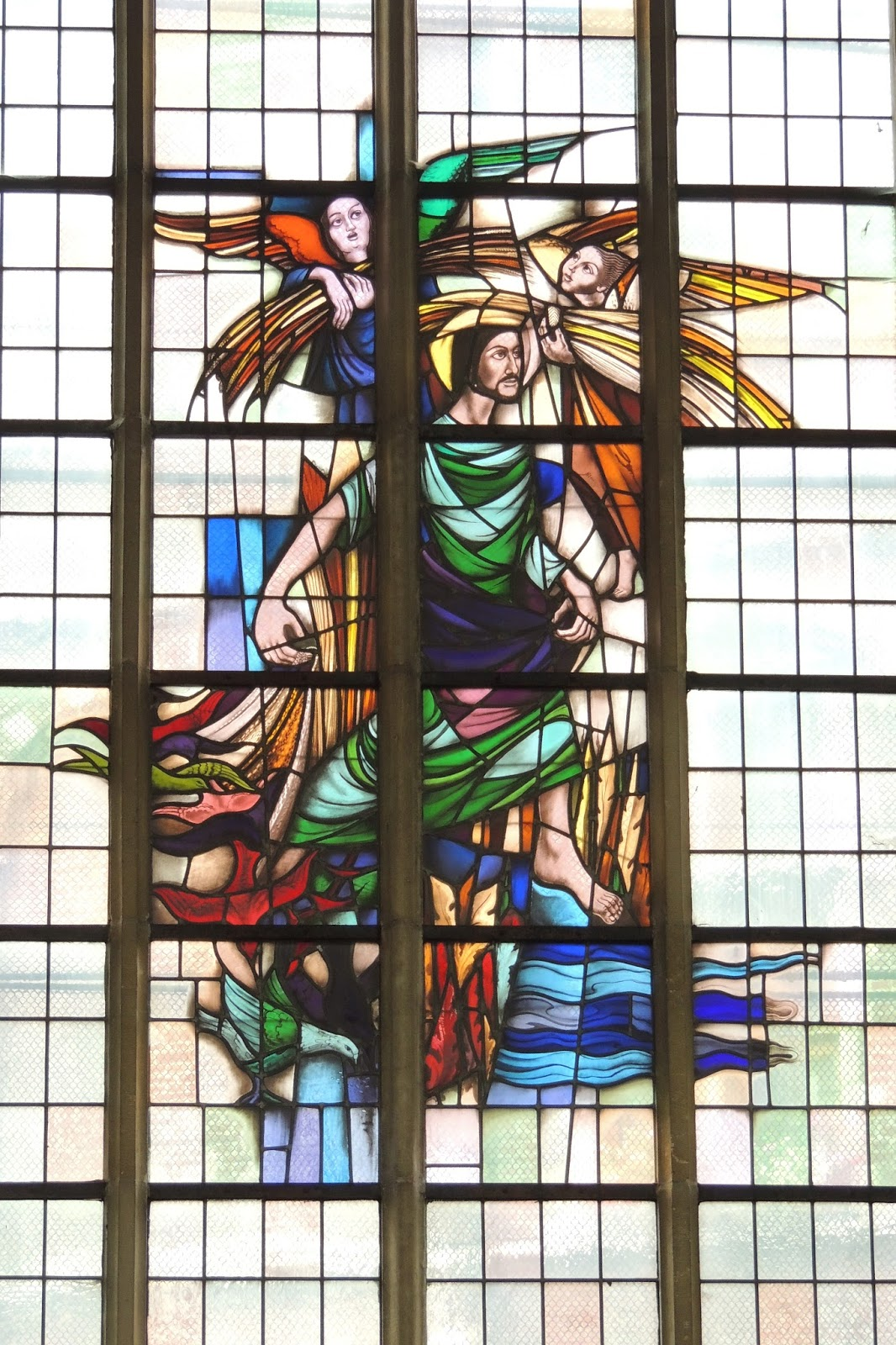
1975 De zaaier, Sint-Katharinakerk te Hoogstraten

Marc de Groot (Antwerpen, 16 april 1910 – Antwerpen, 19 oktober 1979) was een Belgisch kunstenaar.

## Biografie
Marc de Groot was de oudste zoon van Hendrik de Groot en Marie-Jeanne Octavie Philippe.
Marc de Groot kreeg reeds op zijn vijfde levensjaar tekenlessen van Frans Lauwers, etser-graveur en leraar aan de Koninklijke Academie voor Schone Kunsten van Antwerpen. Hij volgde onderwijs aan het Sint-Jan Berchmanscollege en avondlessen op de academie. Hij vervolgde zijn opleiding aan het Hoger Instituut met de discipline schilderen onder leiding van Isidore Opsomer. De Groot leerde ook beeldhouwen en oefende enkele grafische technieken. Tot slot volgde hij een opleiding glasschilderen aan het Instituut voor Kunstambachten onder leiding van Felix De Block. In 1942 volgde hij De Block op als leraar.

## Kunstwerken (selectie)
Marc de Groot was een veelzijdig en talentvol kunstenaar, maar door zijn opdrachten zal hij de geschiedenis ingaan als glaskunstenaar.

### 1940-1950
- kapel en de kloostergang van de Sint-Augustinuskliniek te Wilrijk
- raadszaal van het OCMW aan de Lange Gasthuisstraat te Antwerpen
- kapel van het Sint-Lievenscollege aan de Kasteelpleinstraat te Antwerpen
- kapel van de broeders Hiëronymieten te Sint-Niklaas.

### 1950-1960
- Sint-Willibrorduskerk te Berchem
- kathedraal Heilige Eugène van Mbandaka in Congo
- Heilig Geestkerk aan de Mechelsesteenweg te Antwerpen
- Onze-Lieve-Vrouw van Lourdesbasiliek te Edegem

### 1960-1970
- Sint-Jozefkerk te Merksem
- Sterckshofmuseum te Deurne
- Sint-Lambertuskerk te Antwerpen
- kapel van het Stuivenberggasthuis te Antwerpen
- IJzertoren te Diksmuide
- Onze-Lieve-Vrouw-ter-Sneeuwkerk te Borgerhout
- Kerkschip Sint-Jozef te Antwerpen
- Sint-Katharinakerk te Hoogstraten
- Sint-Cordulakerk te Schoten
- Sint-Pauluskerk te Antwerpen

### 1970-1979
- Pius X-kerk te Wilrijk
- Sint-Jozefkerk te Edegem
- Sint-Amanduskerk te Sint-Amands

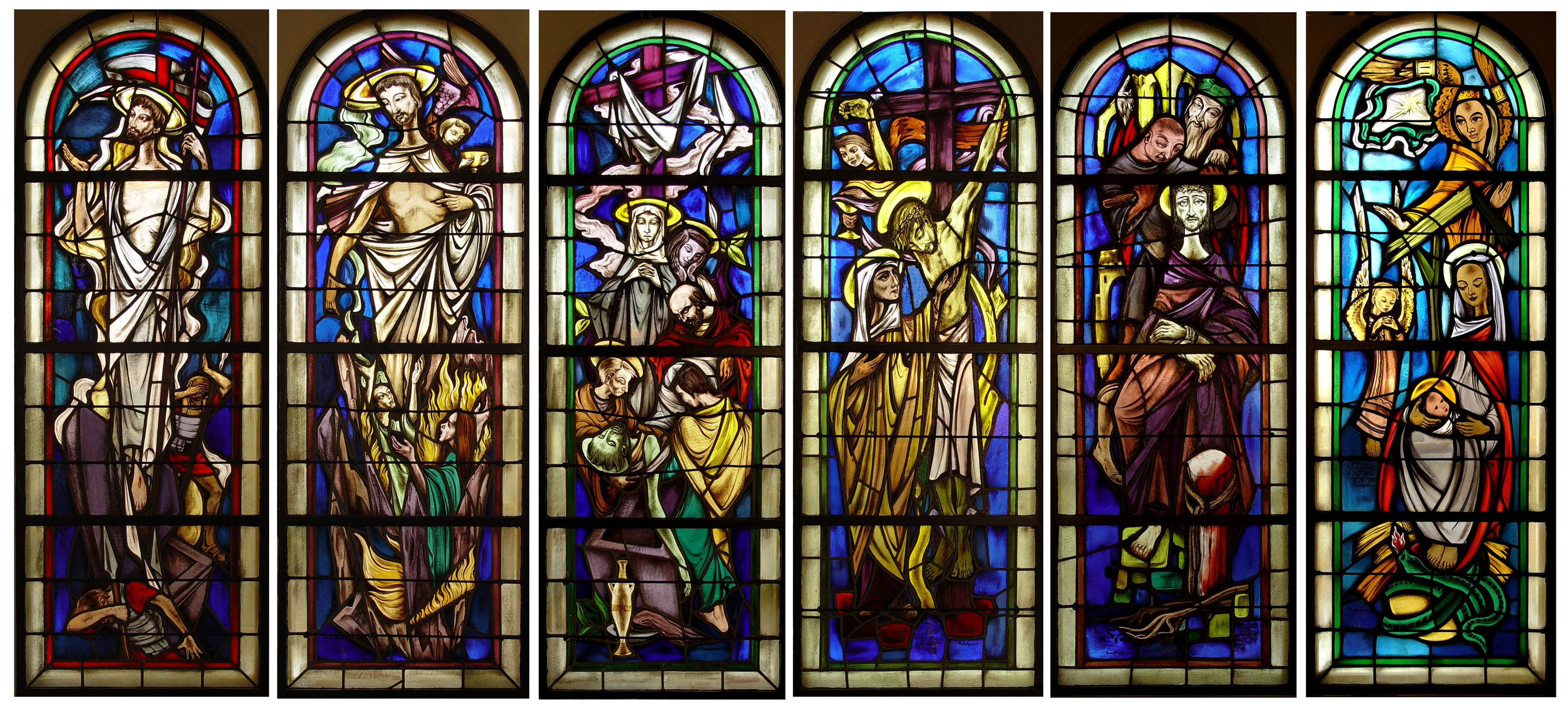
Sint-Alfonsiuskapel - Sint-Lievens-Houtem
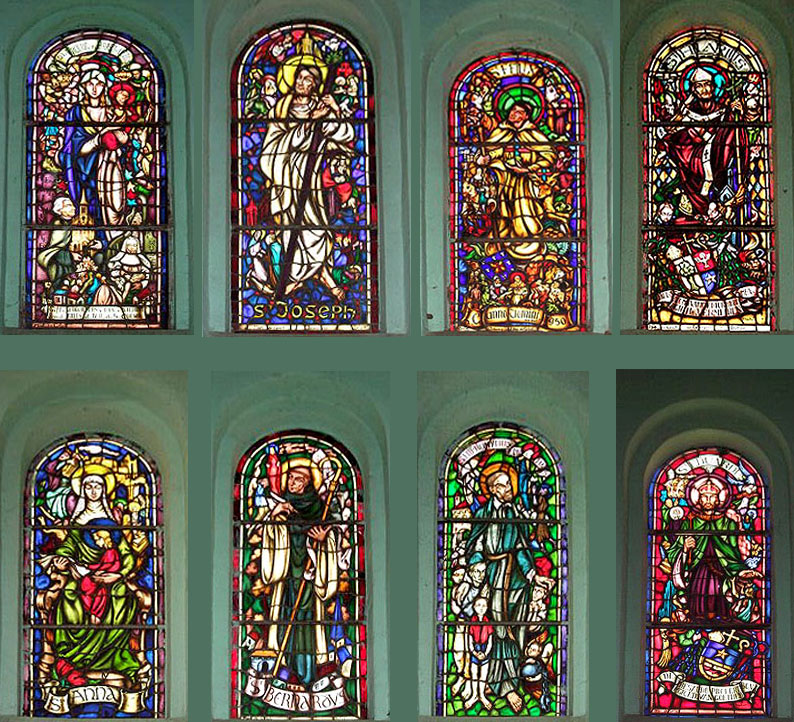
Kathedraal Sint-Eugene - Mbandaka
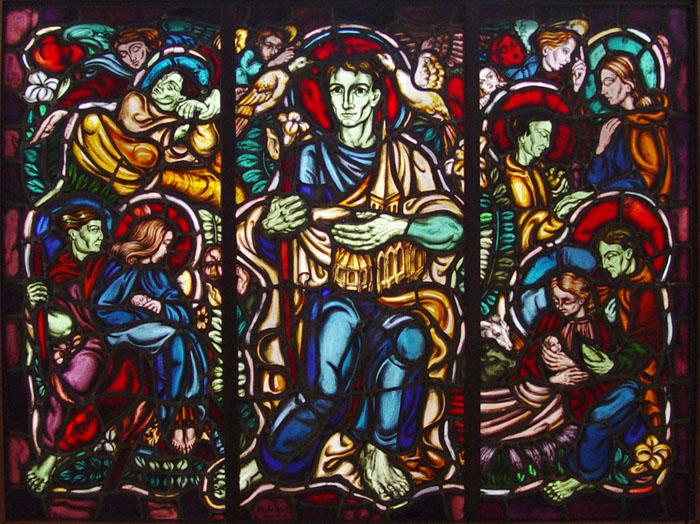
Sint-Lievenscollege - Antwerpen
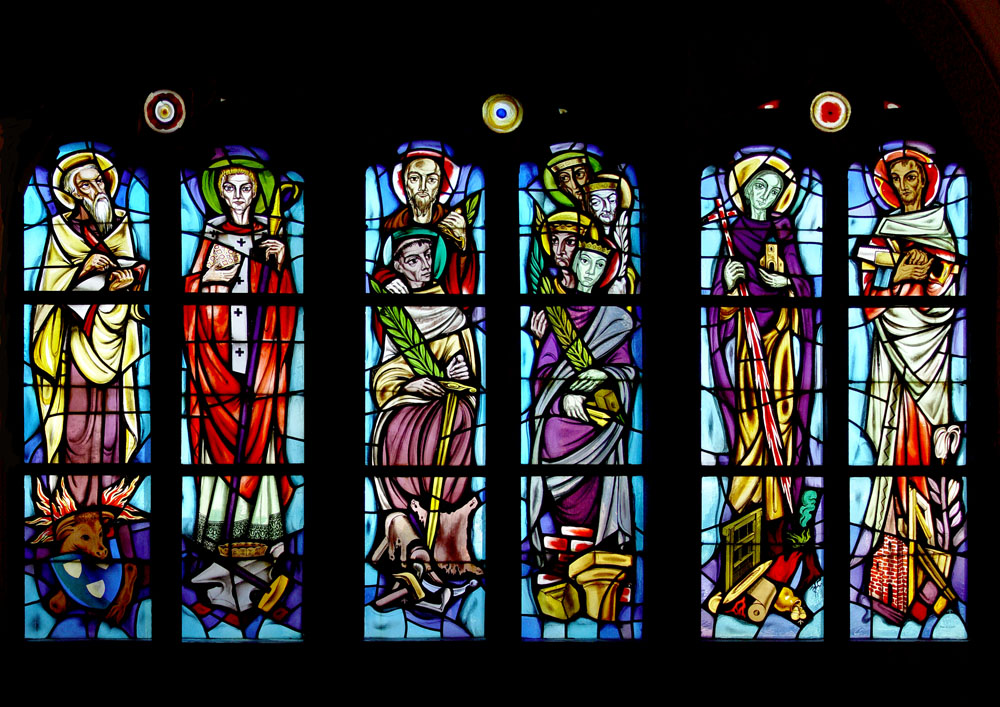
Sterckshof - Deurne
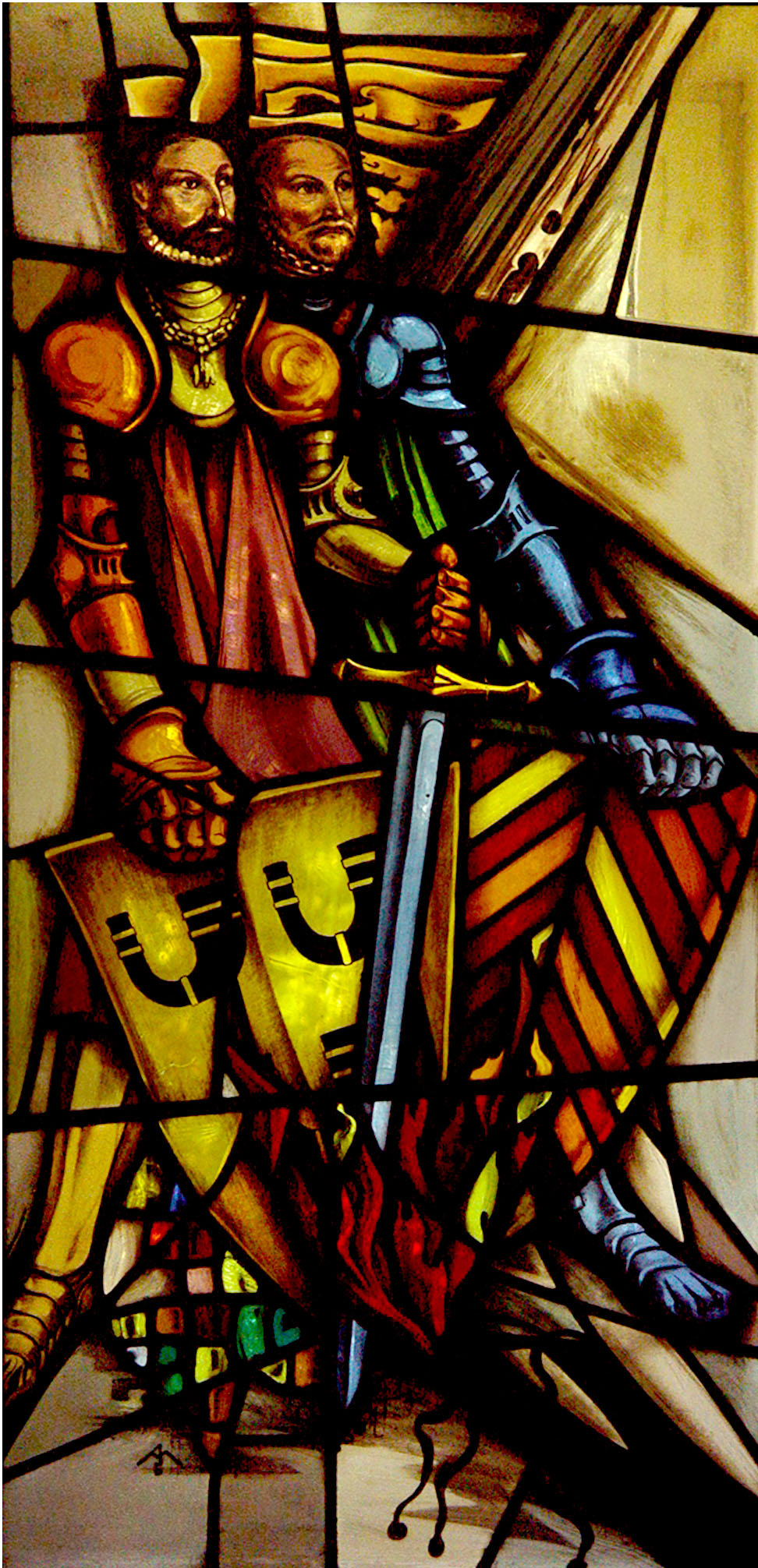
Ijzertoren - Diksmuide
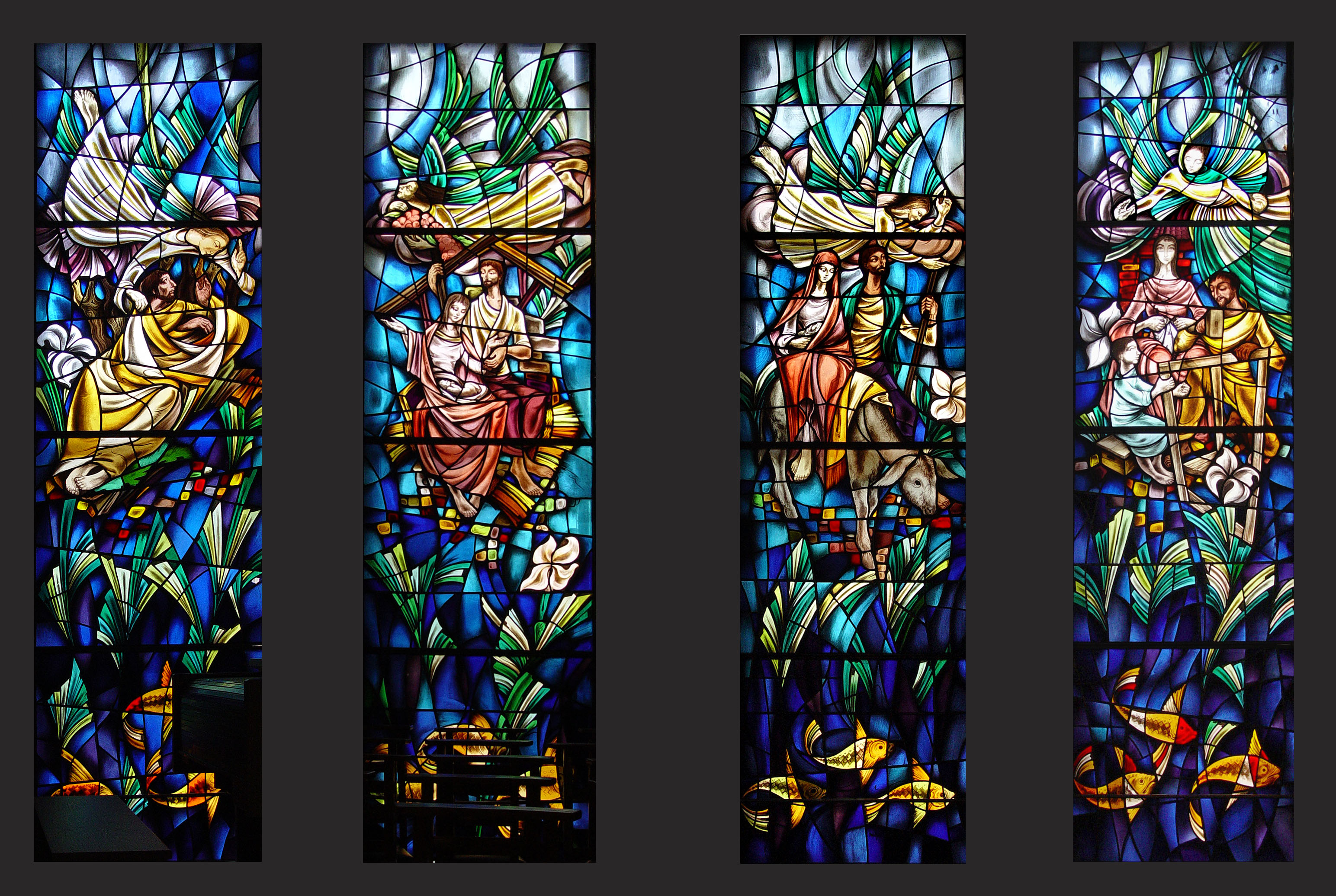
Sint-Jozef - Edegem
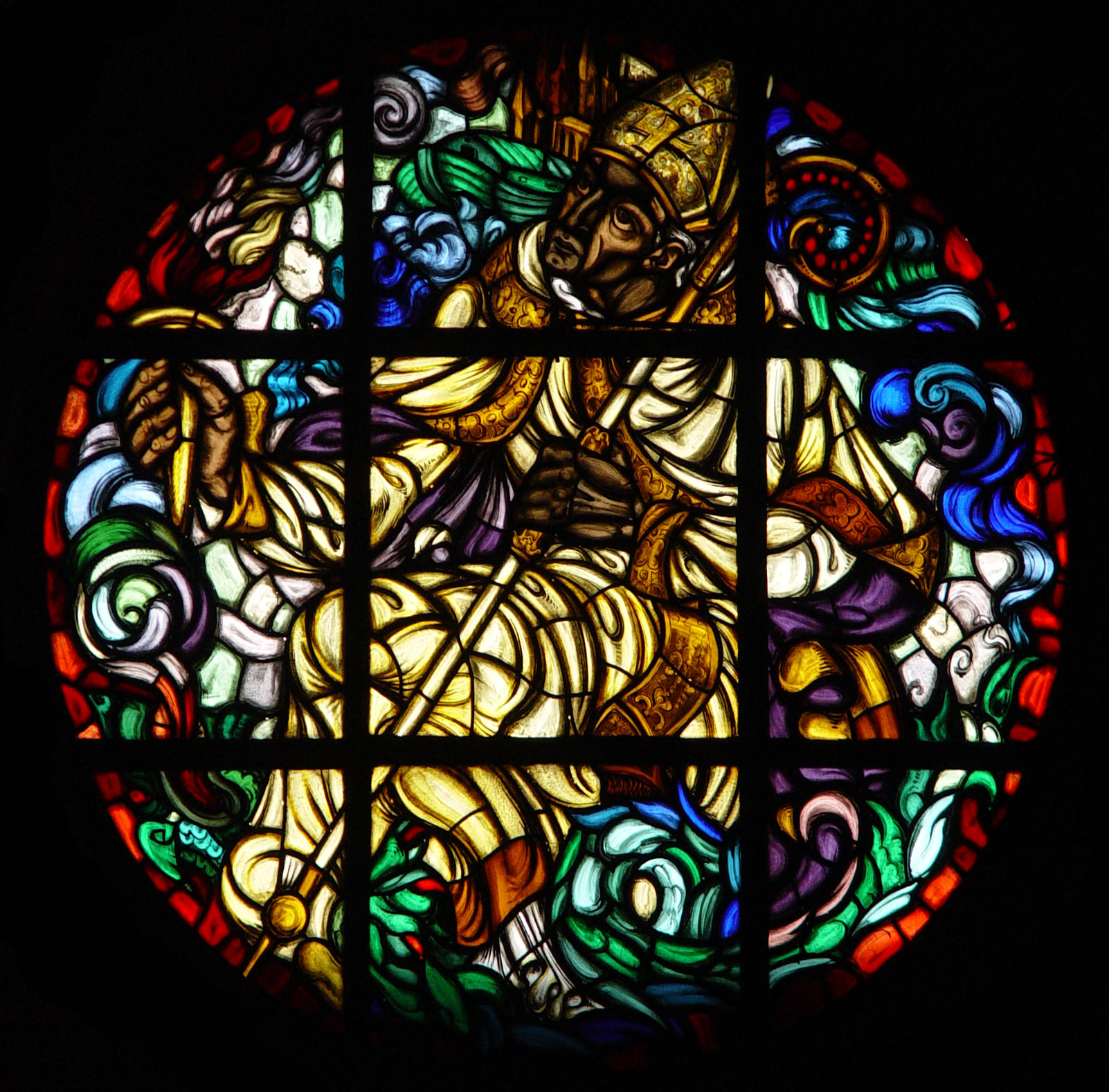
Sint-Augustinus Kapel - Wilrijk
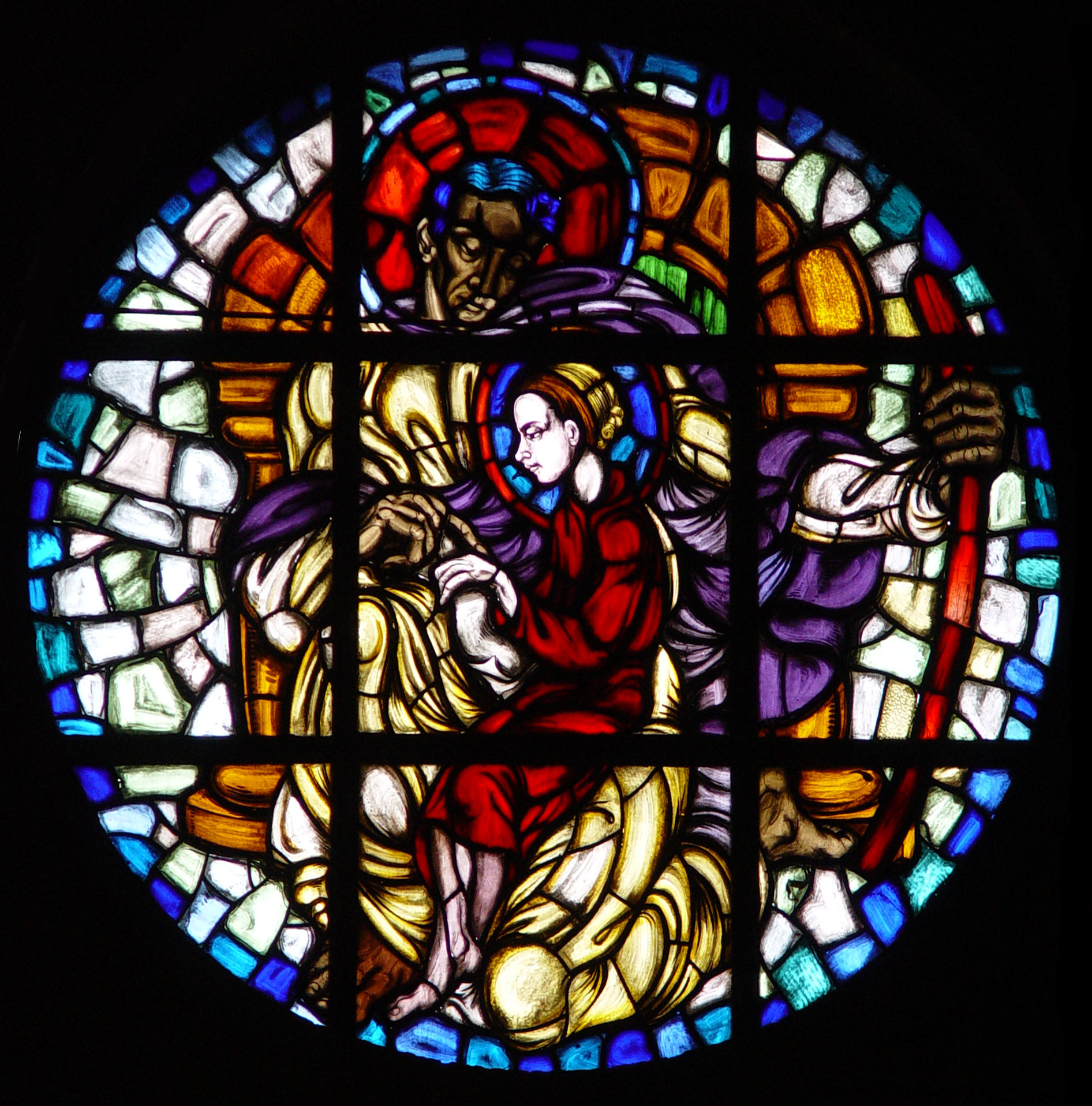
Sint-Augustinus Kapel - Wilrijk
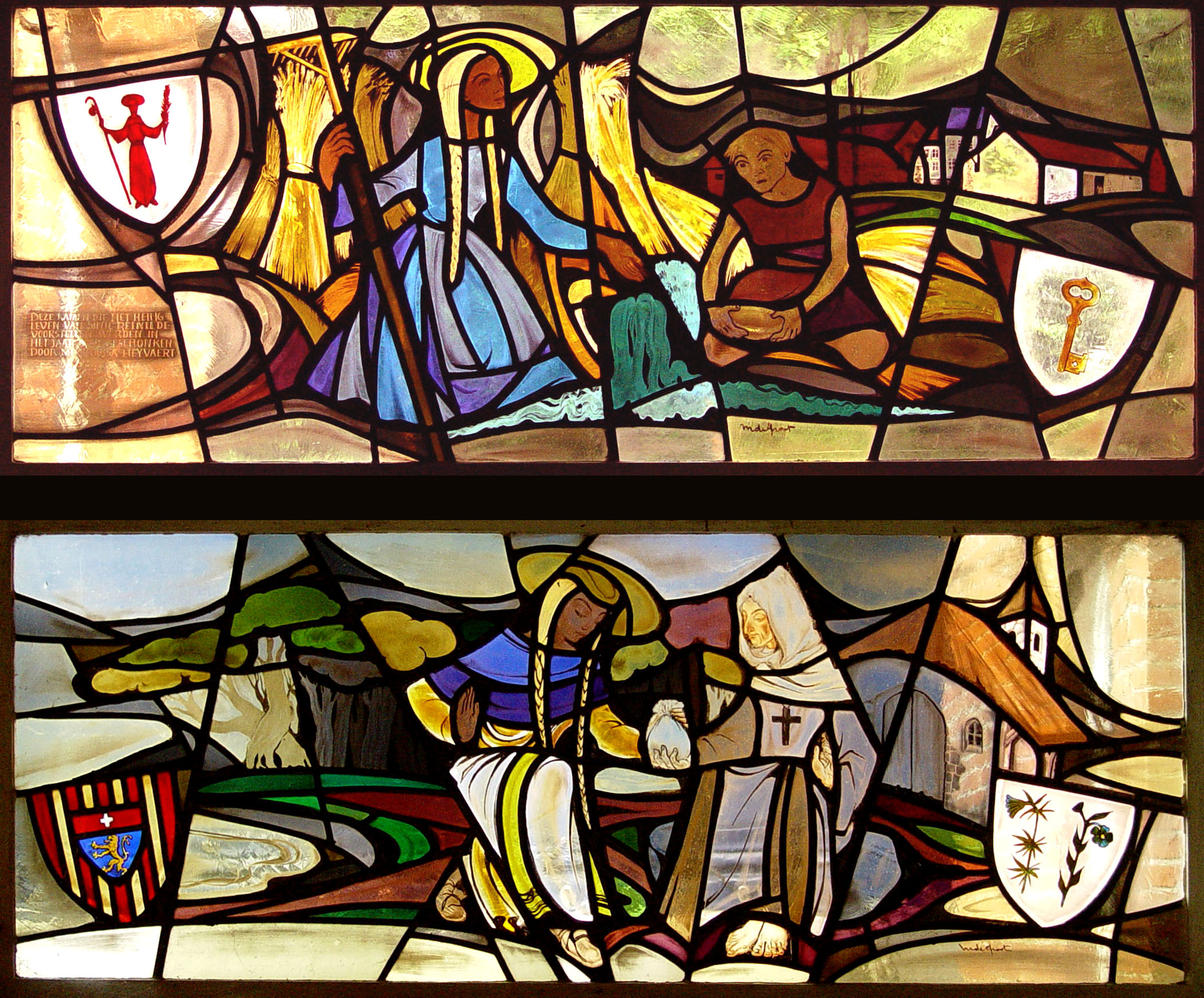
Sint-Renilde - Hamme
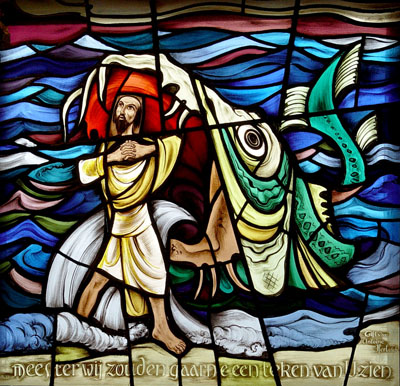
Kerkschip - Antwerpen
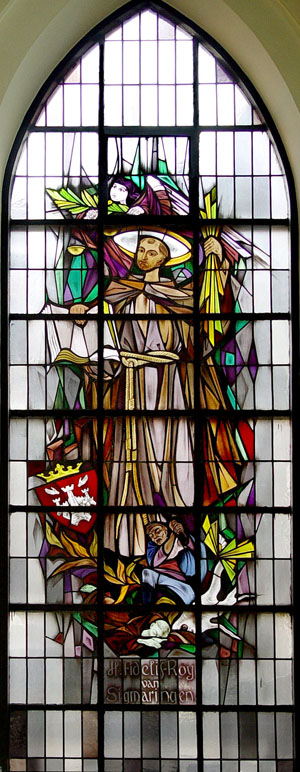
Kapucijnenklooster - Antwerpen
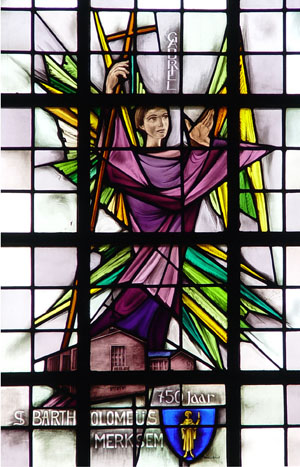
Sint-Bartholomeuskerk - Merksem
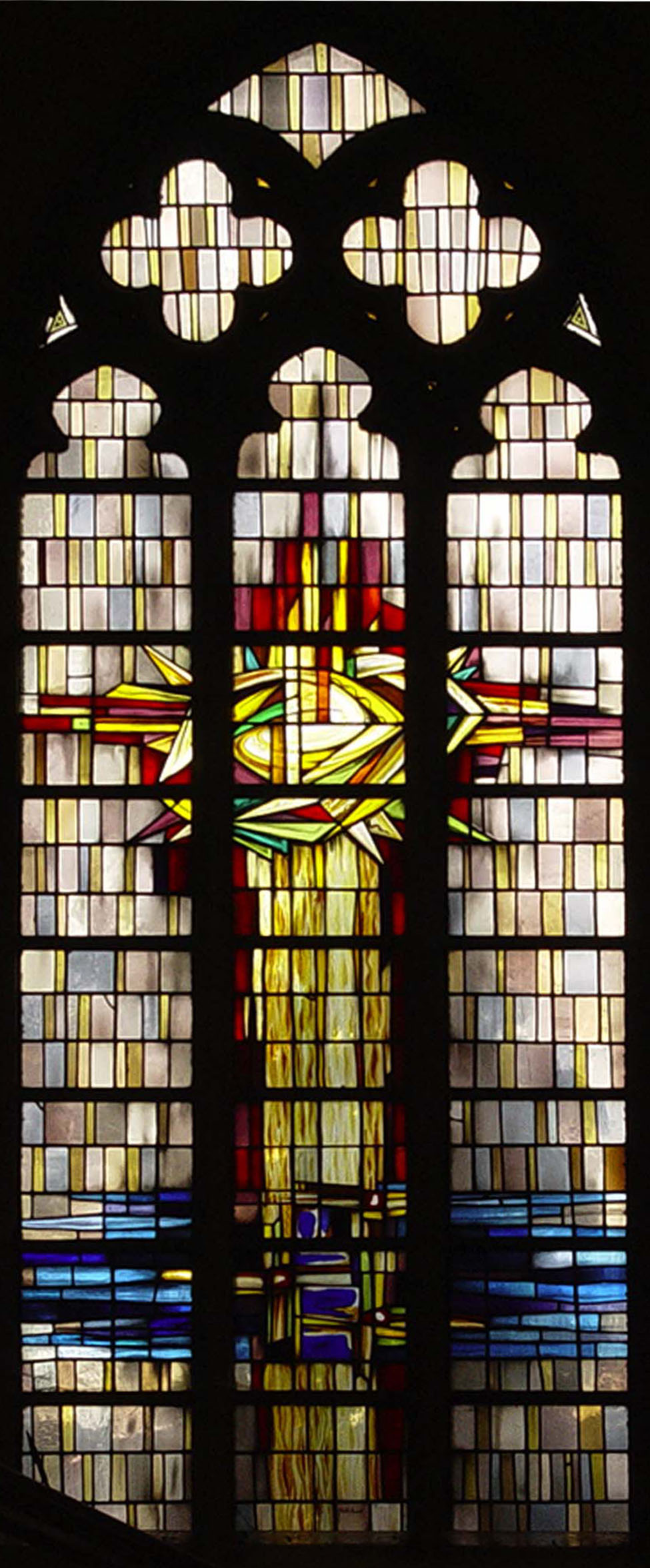
Sint-Cordula - Schoten